# Lenca
Lenca je etnolingvistička porodica američkih Indijanaca nastanjena u srednjo-američkim državama Salvador (Chilanga, Cacaguatique †, Guatijigua †) i Honduras (Guaxiquero ili Guajiquiros, Intibucat †, Opatoro, Similaton). U Salvadoru Lence su podijeljeni na tri glavna plemena 1) Cerquin na jugu departmana Lempira i Intibuca; 2) Care u Intibuca, La Paz, Lempira i Santa Barbara; 3) Potón (Potón Lenca), zapadno od rijeke Lempa. Stari kolonijalni dokumenti kao posebne narode s vlastitim dijalektima navode plemena Lenca, Potón i Cares. Newson (1986) pod kolektivno ime Lenca uključuje plemena Cares, Colo, Guaquí i Potón, a svaka od njih ima svoju geografsku lokaciju i kulturne karakteristike.

## Kultura
U 16. stoljeću Lenca se prostiru kroz istočni Salvador, planine u Hondurasu i moguće po otocima zaljeva Fonseca. No već u 20. stoljeću njihova populacija je znatno opala. Arheolozi ih poznaju po utvrdama na vrhovima brda i grobnim nalazima u pećinama, čiji su zidovi oslikani petroglifima. Joseph H. Greenberg (1987) porodicu lencan kalsificira i chibchan jezike
Grupe Lenca se razlikuju po svom jeziku (Lenca jezici), po psihološkom tipu koji utječe na njihove preferencije, kao i po socijalnoj i ekonomskoj organizaciji, ali im je svima karakteristična agreementna (zdogovorna) ceremonija 'guanasco'.
Sela Lenca nekada su bila nezavisna, pod vodstvom poglavice i vijeća. Danas se organizacija razlikuje od sela do sela, a stari klasni sistem je uglavnom nestao, seoska zemlja razdijeljena je pojedincima. Kukuruz je glavna uzgojena kultura. Lončarstvo i košaraštvo je očuvano, dok je tkalaštvo napušteno i prihvaćene su mnoge suvremene tekovine civilizacije.
Vjera kod Lenca je katolička, ali s velikom primjesom starih indijanskih vjerovanja.

## Populacija
Danas (2006) Lenca Indijanaca ima 86.000 u Hondurasu, u departmanima La Paz, Intibucá, Lempira, Comayagua i Santa Bárbara i 40,000 u Salvadoru (grad Chilango). 

## Vanjske poveznice
- The Lenkan Subgroup
- Lenkan: Kaufman 2007
- Lencan: Composite
- Lencan: Campbell 1997
- Chibchan Macro-Phylum: Zisa 1970
- Lenkan: Asher, Moseley 1994